# 宇野正晃
宇野 正晃（うの まさてる、1947年2月6日 - ）は、日本の実業家、薬剤師。株式会社コスモス薬品創業者・現在は代表権の無い取締役会長。

## 人物・来歴
宮崎県延岡市出身。1972年東京薬科大学卒業、回天堂薬局入社。
1973年宇野回天堂薬局開業。
1983年有限会社コスモス薬品設立、同社代表取締役社長就任。
1991年株式会社コスモス薬品に改組し、同社代表取締役社長就任。
2017年株式会社コスモス薬品代表取締役会長就任。医薬品の利益で生活必需品を低価格販売するなど、M&Aを使わない独自の戦略でドラッグストア業界3位、西日本では最大規模まで成長させた。2015年公益財団法人余慶会設立。2016年にはフォーブス「日本長者番付」で、資産約1751億円により日本24位として初ランク入りした。